# Химна Саудијске Арабије
Национална химна Краљевине Саудијске Арабије (арап. النشيد الوطني السعودي) је званично усвојена по први пут 1950. године без текста, а затим поново 1984. са текстом. Оригиналну композицију је извео Абдул Рахман ел Хатиб (عبد الرحمن الخطيب) током 1947. године, а дувачку инструменталну верзију је касније искомпоновао Сираж Омар (سراج عمر). Текст је написао Ибрахим Хафаџи (ابراهيم خفاجي).
Химна је једноставно позната као „Химна домовини“ (арап. al-Našīd al-Waṭaniyy النشيد الوطني), иако је позната и по свом уводу, Sārʿī (سارعي, „Похитајмо“), из Sārʿī lil-maǧdi wal-ʿalyāʾ (سارعي للمجد والعلياء, „Похитајмо ка слави и надмоћи!“). Текст позива државу да пожури на путу ка слави и подигне заставу, велича Бога, и моли га да подари краљу Саудијске Арабије дуг живот.
Инструментална верзија се назива „Краљевски поздрав“ (السلام الملكي al-Salām al-Malakiyy), што је уједно и назив церемоније приликом које се химна изводи да би поздравила високе чланове краљевске породице, као и дипломатске личности.

## Текст
| Српски превод | Транскрипција | Арапски оригинал |
| --- | --- | --- |
| Похитајмо Ка слави и надмоћи, Величајмо Створитеља неба! Подигнимо Зелену заставу Која носи сјајну крилатицу, Понављајмо: Алаху Акбар! Домовино моја! Домовино, Живиш као понос муслимана! Нека живи краљ! За заставу И за домовину! | Sārʿī Li-l-mağdi wa-l-ʿalyāʾ, Mağidī li-ḫāliqi al-samāʾ! Wa-rfaʿī al-ḫaffāqa ʾaḫḍar Yaḥmilu al-nūra al-musaṭṭar Raddidī: Allāhu ʾakbar, Yā mawṭanī! Mawṭanī, Qad ʿišta faḫra al-muslimīn ʿĀš al-malīk Li-l-ʿalam Wa-l-waṭan! | سارعي للمجد والعلياء مجدي لخالق السماء وارفعي الخفاق أخضر يحمل النور المسطر رددي الله أكبر يا موطني موطني قد عشت فخر المسلمين عاش المليك للعلم والوطن |